# Чоктурі

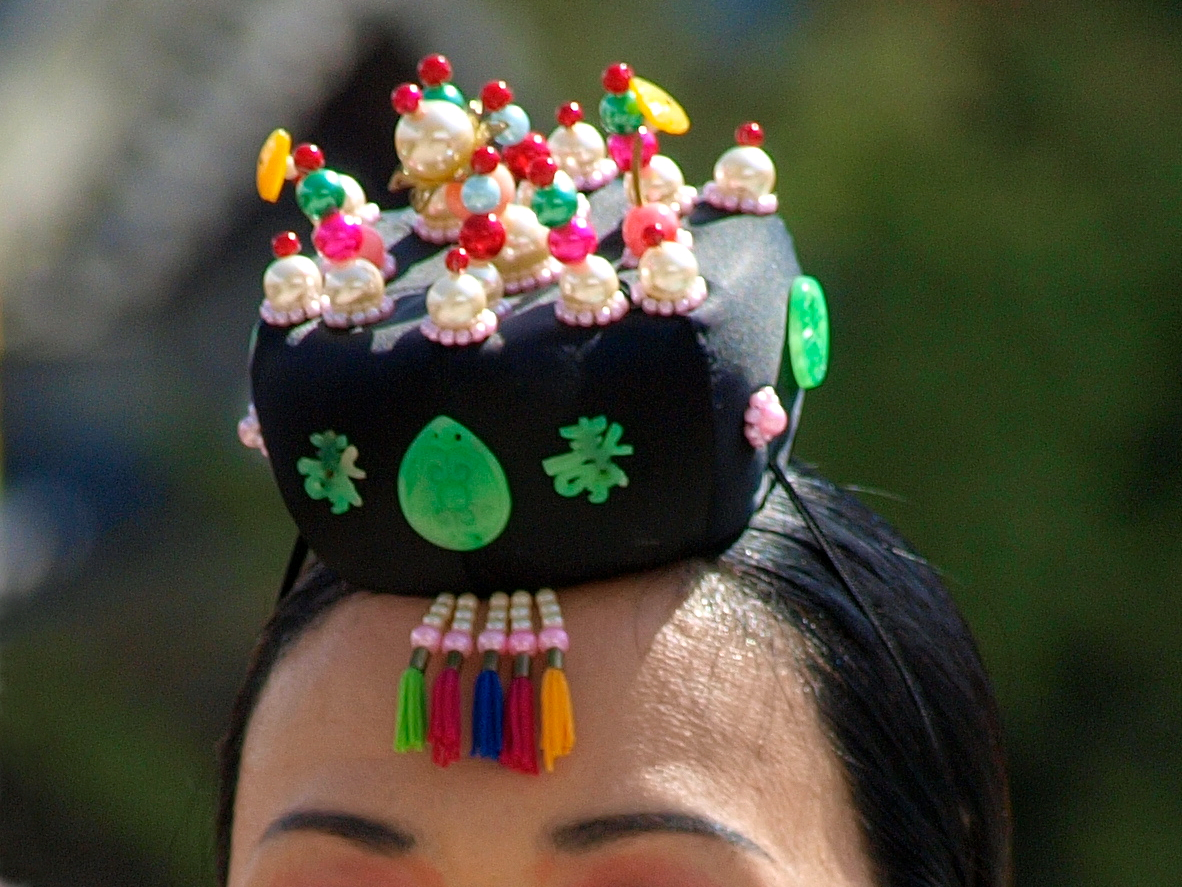
Чоктурі — корейська традиційна корона

Чоктурі (кор. 족두리) — тип корейської традиційної корони, яку надягають жінки з особливої нагоди, наприклад, на весілля. Чоктурі складається з зовнішньої корони, яка покрита чорним шовком, а всередині заповнена бавовною і твердим папером. Верхівка чоктурі прикрашена клуазоне. Корону також називають jokdu або jokgwan і використовують переважно як аксесуар. Верхня частина чоктурі має слабко виражену шестикутну форму, а низ — циліндричну. Чоктурі звужується згори донизу. Щоб показати соціальний статус його власниці, чоктурі може бути зроблена з золота і срібла.

## Історія
Чоктурі походить від жіночого монгольського капелюха для прогулянок gogori (姑姑里) в пізній період Корьо. Її почали використовувати при укладенні шлюбів між представниками Корьо і китайської династії Юань. Однак, чоктурі за часів Корі була більшою і вищою за розмірами, ніж за династії Чосон. За часів династії Чосон чоктурі стала меншою і вже не існувало великих відмінностей між верхом і низом. За часів правління короля Кванхе-гуна чоктурі стали покривати чорним шовком, тоді як пурпуровий шовк використовували як внутрішній матеріал корони. Після цього, як жінки почали носити чоктурі, він став мало не національним стилем в моді. У пізній період династії Чосон, королі Йонджо (роки правління — 1724–1776) і Чонджо (роки правління — 1776–1800) заборонили жінкам носити качхе (перуку) і замість цього заохочували носити чоктурі. 1788 року, на дванадцятому році правління короля Чонджо, він видав указ, що забороняє часто використовувати в чоктурі клаузоне і призначив для внутрішніх матеріалів, використовувати бавовну і бамбук. Чоктурі надягали не тільки на весілля, похорон, обряди, але також для повсякденного носіння при королівському дворі.

## Галерея

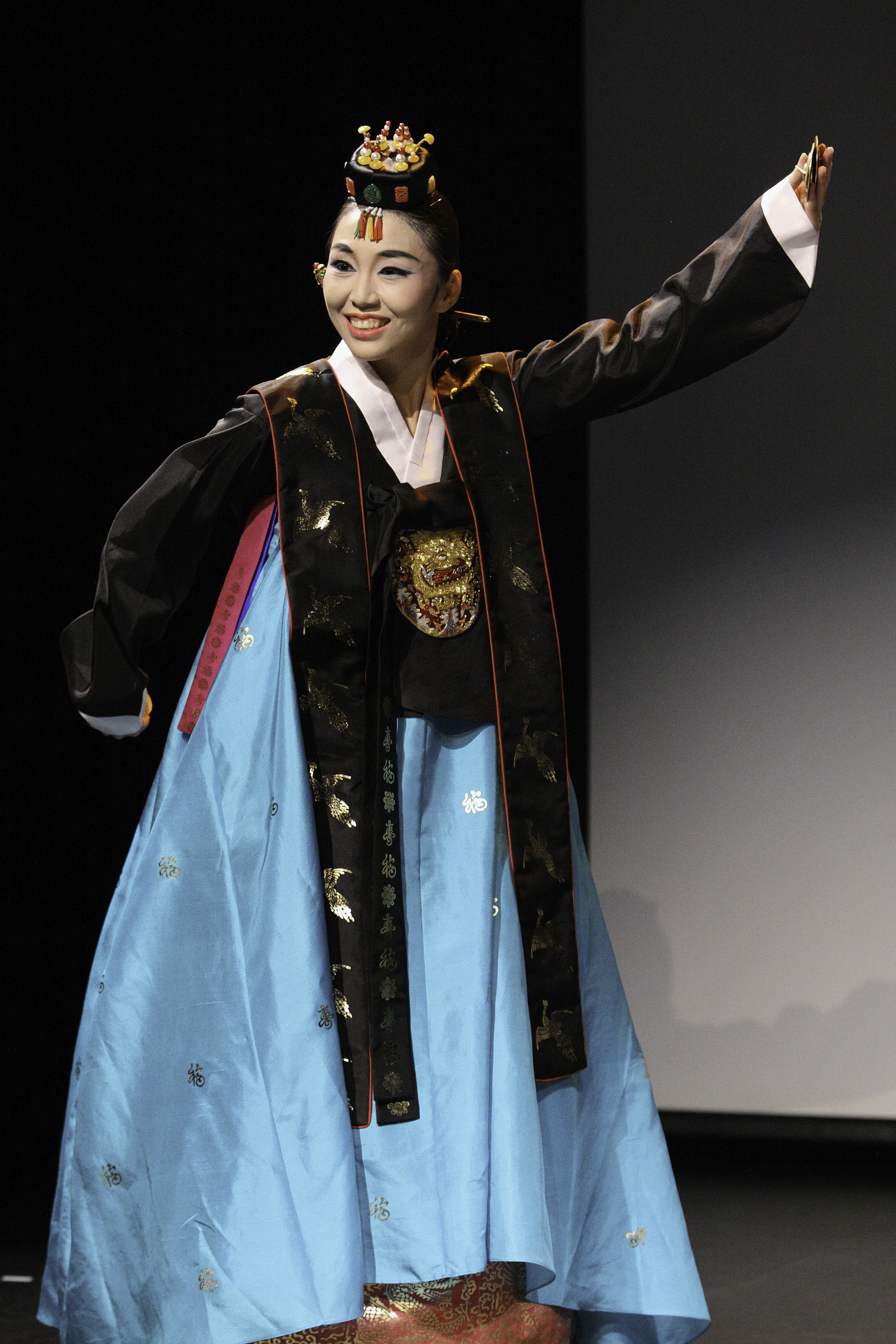
Традиційний корейський танець
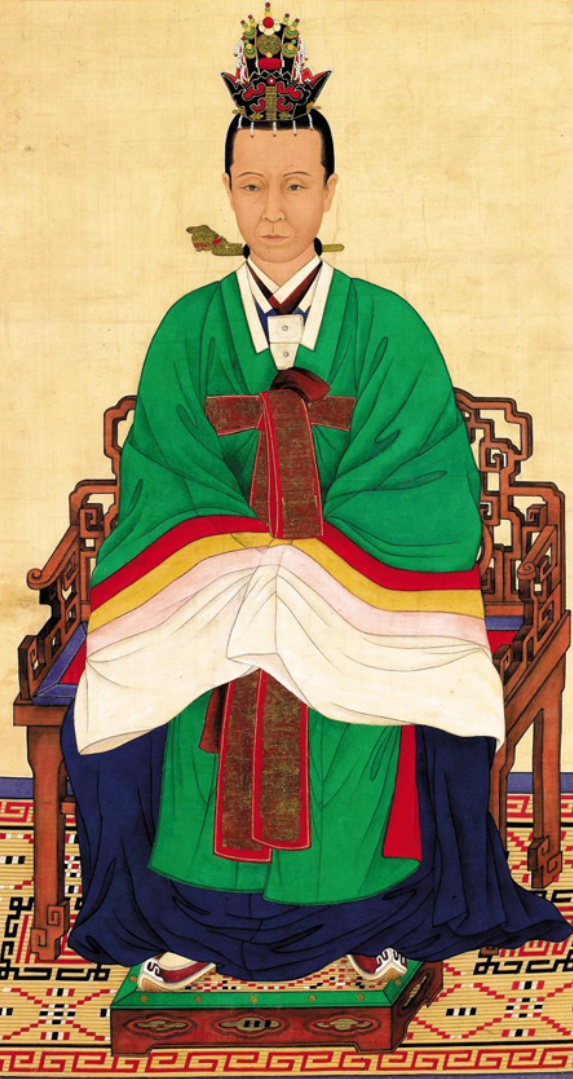
Портрет королеви Сінджон[en], матері вана Хонджона